# إدوارد إف. هينيسي
إدوارد إف. هينيسي (بالإنجليزية: Edward F. Hennessey) هو محامي وقاضي أمريكي، ولد في 1919، وتوفي في 8 مارس 2007.